# Erythroxylum discolor
Erythroxylum discolor är en tvåhjärtbladig växtart som beskrevs av Boj.. Erythroxylum discolor ingår i släktet Erythroxylum och familjen Erythroxylaceae. Inga underarter finns listade i Catalogue of Life.